# Валове національне щастя
Ва́лове націона́льне ща́стя (ВНЩ) — холістична міра якості життя, яка включає моральні і психологічні цінності, на відміну від Валового Національного Продукту (ВНП). Термін походить від англійського Gross National Happiness, як протиставлення Gross National Product.

## Опис

### Історія поняття і ситуація в країні
Це поняття було введено в ужиток як неофіційна державна філософія Бутану четвертим королем цієї країни Джігме Сінг'є Вангчук в 1972 . «Щастя народу важливіше відсотків валового внутрішнього продукту», — сказав король. Сенс цього поняття для Бутану полягає в розвитку такої економіки, яка відповідала б унікальній бутанській культурі, заснованій на буддійських духовних цінностях. Практично «Валове національне щастя» реалізується через п'ятирічне планування розвитку економіки, при якому прогрес здійснюється повільними кроками, намагаючись підтримувати і не руйнувати традиційні цінності — сім'ю, культуру, природу, буддійську релігію.
Слід мати на увазі, що до початку правління короля Джігме Сінг'є Вангчук Бутан становив собою ізольовану від світу країну із середньовічними порядками. Бутан ще не набув остаточно членства в ООН, Бутан не входив майже в жодні міжнародні організації, в Бутані практично був відсутній грошовий обіг, рівень грамотності був украй низький, автомобільні дороги, зв'язок, телефон, електрика були фактично не розвинені. Різка модернізація з наповненням Бутану споживчими товарами могла б призвести до соціальних потрясінь або до перетворення Бутану в індустріальну колонію чи «бананову республіку».

### Основні реформи за ВНЩ
Нижче наводяться приклади бутанських реформ, пов'язаних з цією програмою:
- Спрощення церемоніалу та етикету, скасування жорстких правил етикету, пов'язаних з простяганням до землі перед Королем та вищими посадовими особами, запровадження святкового церемоніального одягу для відвідування палаців і дзонгів.
- Відкриття країни для туризму з введенням високих мит на туризм і обмеженням кількості виданих віз.
- Реформа освіти. Введення багатоступінчастої системи освіти на базі інтернатів по всій країні (значна частина бутанців живе в невеликих поселеннях або окремо розташованих будинках, тому для дітей потрібна організація інтернатів).
- Обов'язкове вивчення англійської мови, використання вчителів-добровольців із західних країн.
- Відбір на конкурсній основі найкращих випускників шкіл і коледжів для навчання за кордоном (в Індії, США, Сінгапурі, Європі).
- Залучення в індивідуальному порядку іноземних консультантів з питань модернізації, екології, медицини та управління.
- Повсюдна державна опіка буддійських монастирів і храмів. Підтримка в чистоті і порядку чортенів і ступ.
- Підтримання чистоти на вулицях міст і поселень. Вирощування квітів.
- Будівництво мінімальних автодоріг для зв'язку між найбільшими дзонгами, щоб не нашкодити при цьому навколишньому середовищу.
- Соціальна програма турботи про старих при монастирях.
- Організація бездротового телефонного зв'язку по всій країні.
- Застосування малих гідроелектростанцій.
- Охорона природи. Майже половина території Бутану оголошена національними парками, де заборонено полювання. Лісове відомство займається вирощуванням лісів на лисих схилах гір, і плануванням лісозаготівель для потреб населення без шкоди екології.
- Заборона куріння по всій країні. Заборона хімічних добрив і хімічних інгредієнтів. Заборона екологічно шкідливих виробництв.

## Критика і поточна ситуація в країні
Багатьом з цих питань в сусідніх країнах регіону (Непал, Індія, Бангладеш, М'янма) не приділяється достатньої уваги, через що виникають серйозні соціальні проблеми.
Дана система повільних реформ і державного регулювання поступово дає плоди, Бутан показує стабільне зростання економічних показників, проте продовжуючи залишатися однією з найбідніших держав світу з річним доходом на душу населення в 1100 доларів США. При цьому існують суттєві розбіжності в оцінці чисельності населення за даними влади Бутану (близько 700 тис. чоловік) і міжнародних експертів (до 2,5 мільйона чоловік). Перевірити ці цифри складно через закритість держави.
Також маловідомі для іноземців внутрішні заворушення в країні (Ассамська операція) і боротьба уряду з ними шляхом вигнання людей з країни.

### Англійською мовою
- Сервер «Валове Національне Щастя» з плануванням розвитку Бутану і п'ятирічними планами [Архівовано 30 червня 2017 у Wayback Machine.]
- Layard, Richard (2005),Happiness: Lessons from a new Science, The Penguin Press
- Nadia Mustafa, Time, 10 січня 2005, «What About Gross National Happiness?» article / 0,8599,1016266,00. html? promoid = rss_top
- Rajni Bakshi,Resurgence, 25 січня 2005, «Gross National Happiness»  [Архівовано 25 липня 2008 у Wayback Machine.]
- «Gross National Happiness — a set of discussion papers», Centre for Bhutan Studies
- Institute of Empirical Research in Economics, Zurich University  — Working papers . php[недоступне посилання з червня 2019] search with «happiness»
- Frank Dixon, Innovest Inc. February 2004, «Gross National Happiness: Improving Unsustainable Western Economic Systems»  [Архівовано 27 вересня 2007 у Wayback Machine.]
- BBC Story of Bhutanese Refugees  [Архівовано 12 лютого 2006 у Wayback Machine.]
- A New Measure of Well-Being From a Happy Little Kingdom, The New York Times, 4 жовтня 2005